# Matt Hendricks
Matthew Hendricks (* 17. června 1981 v Blaine, Minnesota) je bývalý americký hokejový útočník.

## Osobní život
Hendricks vyrostl v Blaine, Minnesota, jeho otec je z amerického původu a matka ze Švédska. Ve svém volném čase se baví golfem. Je ženatý s manželkou Kimberley (Kim). Společně mají dvojčata, chlapce (Gunnar) a holčičku (Lennon), kteří se narodili 10. listopadu 2011.

## Hráčská kariéra
Svou profesionální kariéru začal v týmu v St. Cloud State University, kde působil od roku 2000 do 2004. Už jako hráč na střední škole byl v roce 2000 draftován v 5. kole, celkově 131., týmem Nashville Predators ale za Predators neodehrál žádný zápas.
Místo toho v sezóně 2003/04 debutoval ve farmářském týmu Predators v Milwaukee Admirals v AHL. V následující sezóně hrával především v týmu Florida Everblades v ECHL a někdy příležitostně hrál v Lowell Lock Monsters AHL. Po roce stráveném v Rochester Americans získal před novou sezónou 2006/07 smlouvu s týmem Hershey Bears, který v sezóně 2005/06 získali Calderův pohár. S Hershey Bears dosáhl do finále AHL, ale prohráli 1:4 na zápasy týmem Hamilton Bulldogs. 9. července 2007 podepsal smlouvu s týmem Boston Bruins jako volný hráč, ale celou sezónu hrál na jejich farmě v AHL v Providence Bruins.
24. června 2008 byl vyměněn do týmu Colorado Avalanche za Johnny Boychuk. V sezoně 2008/09 hrával na farmě Avalanche v Lake Erie Monsters kde odehrál 43 zápasů v nichž nasbíral 29 bodů. V jeho prvním ročníku v NHL, získal 13 trestných minut za čtyři odehrané zápasy. Na začátku sezony 2009/10 v NHL byl povolán do kádru Avalanche kde setrval celou sezónu.
27. září 2010 podepsal smlouvu na jeden rok s týmem Washington Capitals a po absolvování výcvikového kempu se stal součásti pilíře Capitals pod vedením hlavního trenéra Bruce Boudreau, s kterým hrál v sezóně 2006/07 v Hershey Bears. K jeho prvnímu zápasu v Capitals se uskutečnil 8. října 2010 v zápase proti týmu Atlanta Thrashers. Jeho první bod v Capitals získal 11. října 2010 v zápase proti Ottawa Senators. Na konci sezóny se stal nejtrestanějším hráčem v Capitals s počtem 110 trestnými minutami. 23. února 2011 prodloužil smlouvu s týmem Capitals o dva roky ve kterých si vydělá 1 600 000 dolarů.

## Prvenství
- Debut v NHL - 10. března 2008 (Colorado Avalanche proti Atlanta Thrashers)
- První gól v NHL - 10. října 2009 (Chicago Blackhawks proti Colorado Avalanche, francouzskému brankáři Cristobal Huet)
- První asistence v NHL - 22. prosince 2009 (Colorado Avalanche proti Anaheim Ducks)

## Klubové statistiky
| Sezóna       | Klub                 | Soutěž       |     | Základní část | Základní část | Základní část | Základní část | Základní část |   | Play off | Play off | Play off | Play off | Play off |
| Sezóna       | Klub                 | Soutěž       | Z   | G             | A             | B             | TM            | Z             | G | A        | B        | TM       |          |          |
| 1998/1999    | Blaine Bengals       | MNHS         | 22  | 23            | 34            | 57            | 42            | —             | — | —        | —        | —        |          |          |
| 1999/2000    | Blaine Bengals       | MNHS         | 21  | 23            | 30            | 53            | 28            | —             | — | —        | —        | —        |          |          |
| 2000/2001    | St. Cloud State      | WCHA         | 36  | 3             | 9             | 12            | 23            | —             | — | —        | —        | —        |          |          |
| 2001/2002    | St. Cloud State      | WCHA         | 42  | 19            | 20            | 39            | 74            | —             | — | —        | —        | —        |          |          |
| 2002/2003    | St. Cloud State      | WCHA         | 37  | 18            | 18            | 36            | 64            | —             | — | —        | —        | —        |          |          |
| 2003/2004    | St. Cloud State      | WCHA         | 37  | 14            | 11            | 25            | 32            | —             | — | —        | —        | —        |          |          |
| 2003/2004    | Milwaukee Admirals   | AHL          | 1   | 0             | 0             | 0             | 2             | —             | — | —        | —        | —        |          |          |
| 2004/2005    | Florida Everblades   | ECHL         | 54  | 24            | 26            | 50            | 94            | 4             | 0 | 0        | 0        | 4        |          |          |
| 2004/2005    | Lowell Lock Monsters | AHL          | 15  | 1             | 2             | 3             | 10            | —             | — | —        | —        | —        |          |          |
| 2005/2006    | Rochester Americans  | AHL          | 56  | 13            | 27            | 40            | 84            | —             | — | —        | —        | —        |          |          |
| 2006/2007    | Hershey Bears        | AHL          | 65  | 18            | 26            | 44            | 105           | 19            | 8 | 4        | 12       | 18       |          |          |
| 2007/2008    | Providence Bruins    | AHL          | 67  | 22            | 30            | 52            | 121           | 10            | 0 | 3        | 3        | 6        |          |          |
| 2008/2009    | Lake Erie Monsters   | AHL          | 43  | 14            | 15            | 29            | 71            | —             | — | —        | —        | —        |          |          |
| 2008/2009    | Colorado Avalanche   | NHL          | 4   | 0             | 0             | 0             | 13            | —             | — | —        | —        | —        |          |          |
| 2009/2010    | Colorado Avalanche   | NHL          | 56  | 9             | 7             | 16            | 74            | 6             | 0 | 0        | 0        | 0        |          |          |
| 2010/2011    | Washington Capitals  | NHL          | 77  | 9             | 16            | 25            | 110           | 7             | 0 | 0        | 0        | 4        |          |          |
| 2011/2012    | Washington Capitals  | NHL          | 78  | 4             | 5             | 9             | 95            | 14            | 1 | 1        | 2        | 6        |          |          |
| 2012/2013    | Washington Capitals  | NHL          | 48  | 5             | 3             | 8             | 73            | 7             | 0 | 0        | 0        | 0        |          |          |
| 2013/2014    | Nashville Predators  | NHL          | 44  | 2             | 2             | 4             | 54            | —             | — | —        | —        | —        |          |          |
| 2013/2014    | Edmonton Oilers      | NHL          | 33  | 3             | 0             | 3             | 58            | —             | — | —        | —        | —        |          |          |
| 2014/2015    | Edmonton Oilers      | NHL          | 71  | 8             | 8             | 16            | 76            | —             | — | —        | —        | —        |          |          |
| 2015/2016    | Edmonton Oilers      | NHL          | 68  | 5             | 7             | 12            | 82            | —             | — | —        | —        | —        |          |          |
| 2016/2017    | Edmonton Oilers      | NHL          | 42  | 4             | 3             | 7             | 29            | —             | — | —        | —        | —        |          |          |
| 2017/2018    | Winnipeg Jets        | NHL          | 60  | 5             | 8             | 13            | 39            | 5             | 0 | 0        | 0        | 4        |          |          |
| 2018/2019    | Minnesota Wild       | NHL          | 22  | 0             | 2             | 2             | 19            | —             | — | —        | —        | —        |          |          |
| 2018/2019    | Winnipeg Jets        | NHL          | 4   | 0             | 1             | 1             | 0             | —             | — | —        | —        | —        |          |          |
| Celkem v NHL | Celkem v NHL         | Celkem v NHL | 607 | 54            | 62            | 116           | 722           | 39            | 1 | 1        | 2        | 14       |          |          |

## Reprezentace
| Rok                       | Tým                       | Soutěž                    | Z  | G | A | B | TM |
| ------------------------- | ------------------------- | ------------------------- | -- | - | - | - | -- |
| 2015                      | USA                       | MS                        | 10 | 2 | 1 | 3 | 18 |
| 2016                      | USA                       | MS                        | 10 | 0 | 1 | 1 | 6  |
| Seniorská kariéra celkově | Seniorská kariéra celkově | Seniorská kariéra celkově | 20 | 2 | 2 | 4 | 24 |